# Papa Gregório VI
Papa Gregório VI, nascido Giovanni Gratian Pierleoni, foi Papa de 1 de maio de 1045 a 20 de dezembro de 1046. Desde o primeiro momento trabalhou na reforma dos costumes e no restabelecimento da ordem.
Em 1045 Bento IX ocupou a cadeira de S. Pedro, mas ansioso por abandonar o cargo que lhe tinha sido imposto pela família e poder casar, pediu a opinião do seu padrinho, João Graciano, Arcipreste de S. João  "ad portam Latinam", um homem com grande reputação, de como poderia renunciar ao papado. Quando João o convenceu de que poderia abandonar o pontificado, Bento propôs-se entregá-lo ao padrinho em troca de uma grande soma de dinheiro. Desejoso de ver a Santa Sé livre de um pontífice tão indigno, João Graciano pagou e foi reconhecido como papa com o nome de Gregório VI, mas isto não trouxe paz à Igreja. Quando Bento IX deixou a cidade, depois de vender o papado, já havia um outro aspirante à cadeira de S. Pedro, João, Bispo de Sabina, que foi elevado ao papado por uma facção da nobreza e tomou o nome de Silvestre III. Para agravar as coisas, Bento IX voltou a Roma e forçou João a voltar para a sua Sé de Sabina, mas este nunca desistiu das suas pretensões e o seu partido continuava a controlar parte de Roma. Aparentemente Bento não tinha conseguido a noiva que pretendia e não perdeu tempo em reconquistar o trono pontifício e em controlar parte da cidade.
Colocado perante um panorama de cofres vazios e um clero que tinha perdido o sentido de justiça, Gregório viu-se com uma tarefa quase impossível. No entanto, com a ajuda de Hildebrando, que viria a ser o Papa Gregório VII, ele tentou organizar a vida civil e religiosa. Mas as facções antagonistas eram demasiado poderosas e a confusão aumentou. Convencidos que nada se resolveria sem uma intervenção exterior, um grupo de clérigos apelou ao imperador Henrique III que viesse em socorro da situação. Henrique não hesitou e chegou a Itália no Outono de 1046, Seguro da sua inocência, Gregório dirigiu-se ao seu encontro. Foi recebido pelo imperador com todas as honras e, atendendo ao pedido imperial, convocou um concílio a realizar-se em Sutri. Dos dois outros papas apenas Silvestre se apresentou no Sínodo, inaugurado a 20 de dezembro de 1046. Tanto a sua reivindicação ao papado, como a de Bento IX foram rejeitadas. Silvestre foi condenado a passar o resto dos seus dias num mosteiro. Mas o caso de Gregório era diferente. Os bispos reunidos no Sínodo consideravam que o modo com que ele obtivera o pontificado era, claramente, um caso de simonia e intimaram-no a renunciar. Sem mais possibilidades de escolha, foi isso que Gregório fez. Em seu lugar foi eleito o bispo de Bainberg com o nome de Clemente II. Gregório, acompanhado por Hildebrando, seguiu com o imperador para a Alemanha, onde morreu pouco depois, em Maio de 1047.
Instituiu o primeiro exército pontifício para libertar e defender os territórios da Igreja Católica. Obrigado a abdicar, retirou-se como monge em Cluny, tendo a assistência de Hildebrando de Sovana, o futuro papa Gregório VII.